# Sheerness
Sheerness ist eine englische Stadt und seit 2019 auch ein Civil Parish auf der Isle of Sheppey in der Grafschaft Kent. Sie gehört zum Verwaltungsbezirk Borough of Swale und zählte 2011 ca. 16.000 Einwohner. Seit 1860 gibt es eine Eisenbahnverbindung über Queenborough zum Festland. 
Bedeutend sind die Hafenanlagen auf der Westseite des Orts, über die vor allem Autos und schwerindustrielle Güter umgeschlagen werden. Bis 1960 gab es hier an der Themse-Mündung einen Royal Navy Dockyard (Werft, 1669 eingerichtet), dessen stillgelegtes Bootsmagazin Nr. 78 noch besteht. 

## Geschichte
1944 lief vor dem Ort die mit Munition beladene amerikanische SS Richard Montgomery auf Grund und ging unter. Wegen der Explosionsgefahr wurde das Wrack nie geborgen. Es besteht dort immer noch Explosionsgefahr (2004, New Scientist).
Die Olau Line betrieb bis 1994 einen Fährdienst mit zwei Schiffen zwischen Sheerness und dem niederländischen Vlissingen.
Am 7. April 2005 wurde hier am Strand der zunächst nicht zu identifizierende  Piano Man aufgefunden.

## Galerie

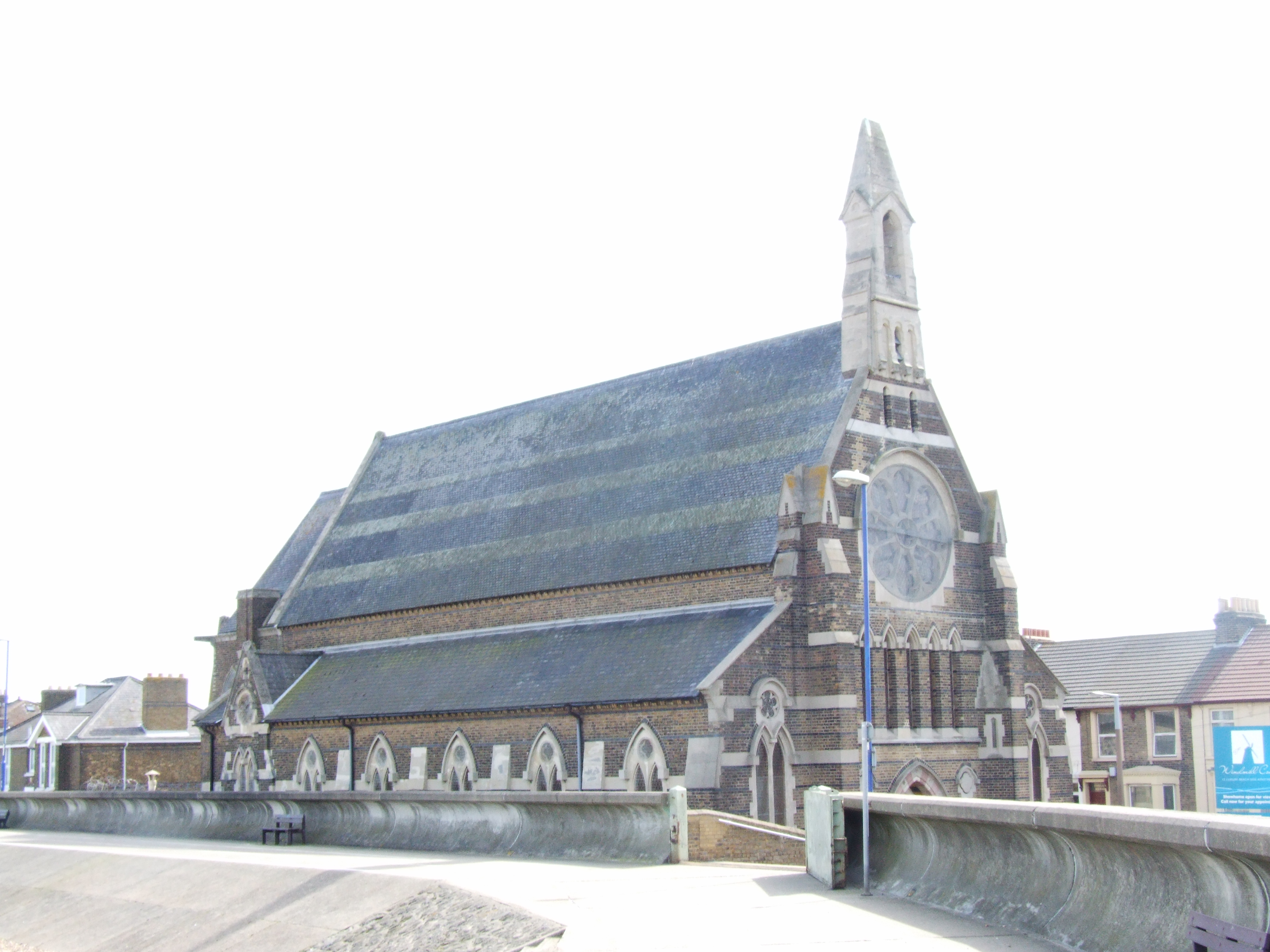
Die katholische Kirche von Sheerness
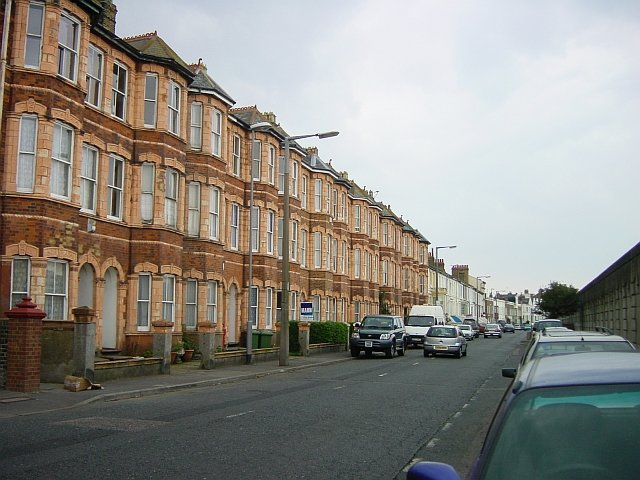
Wohnstraße (Marine Parade) direkt am Seedeich (rechts im Bild)
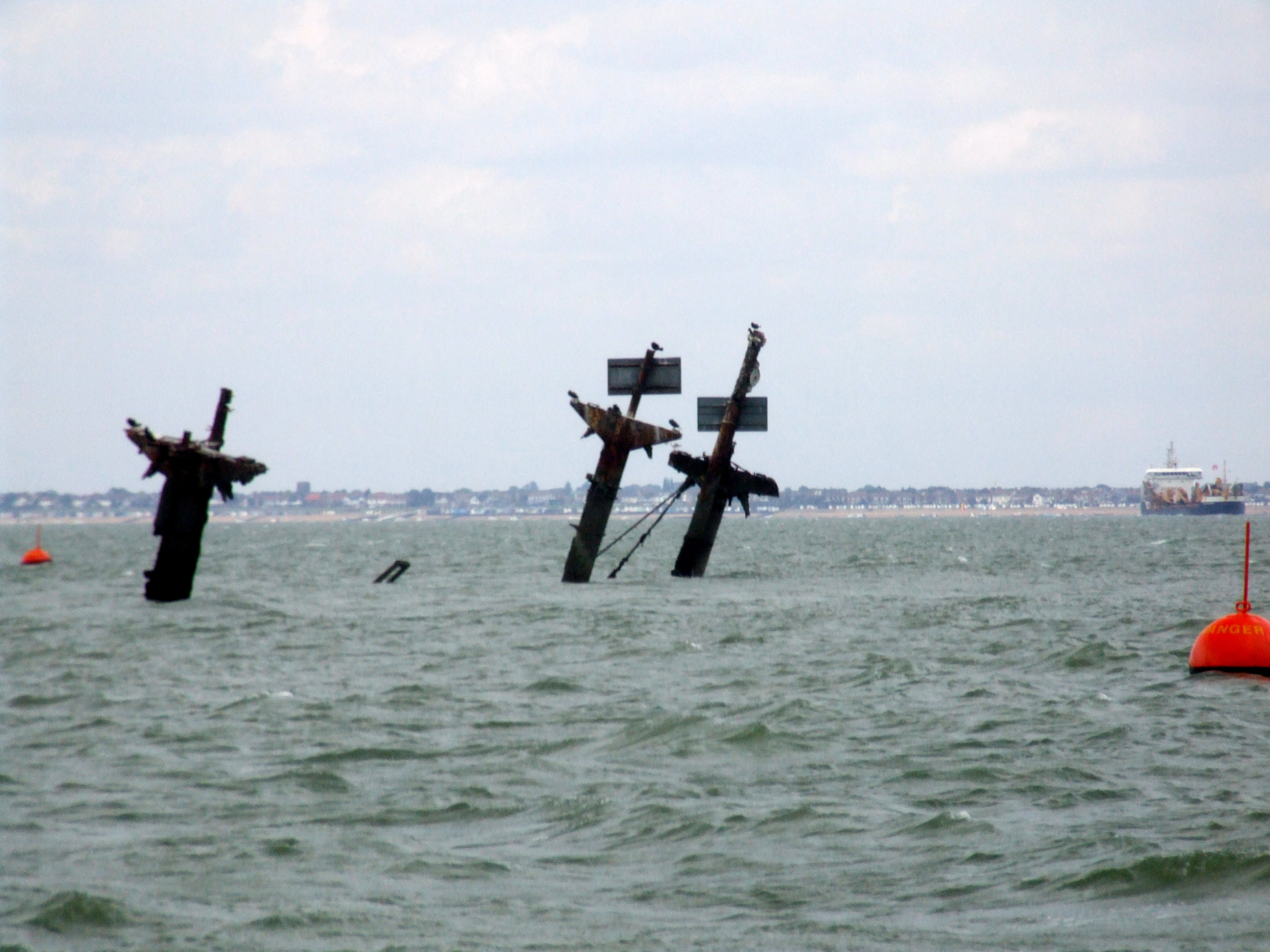
Masten der gesunkenen Richard Montgomery
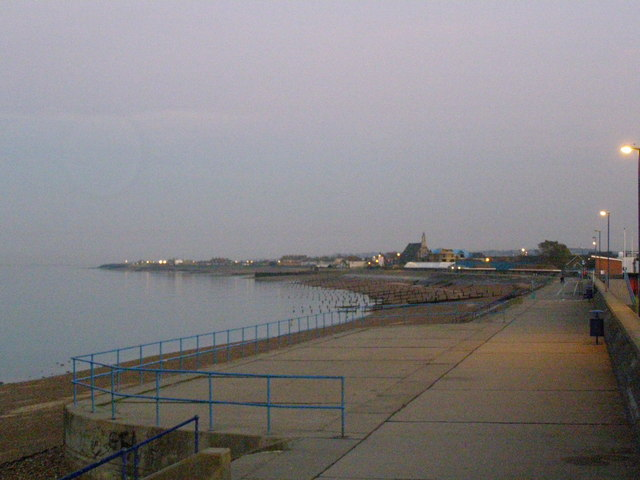
Der Strand von Sheerness
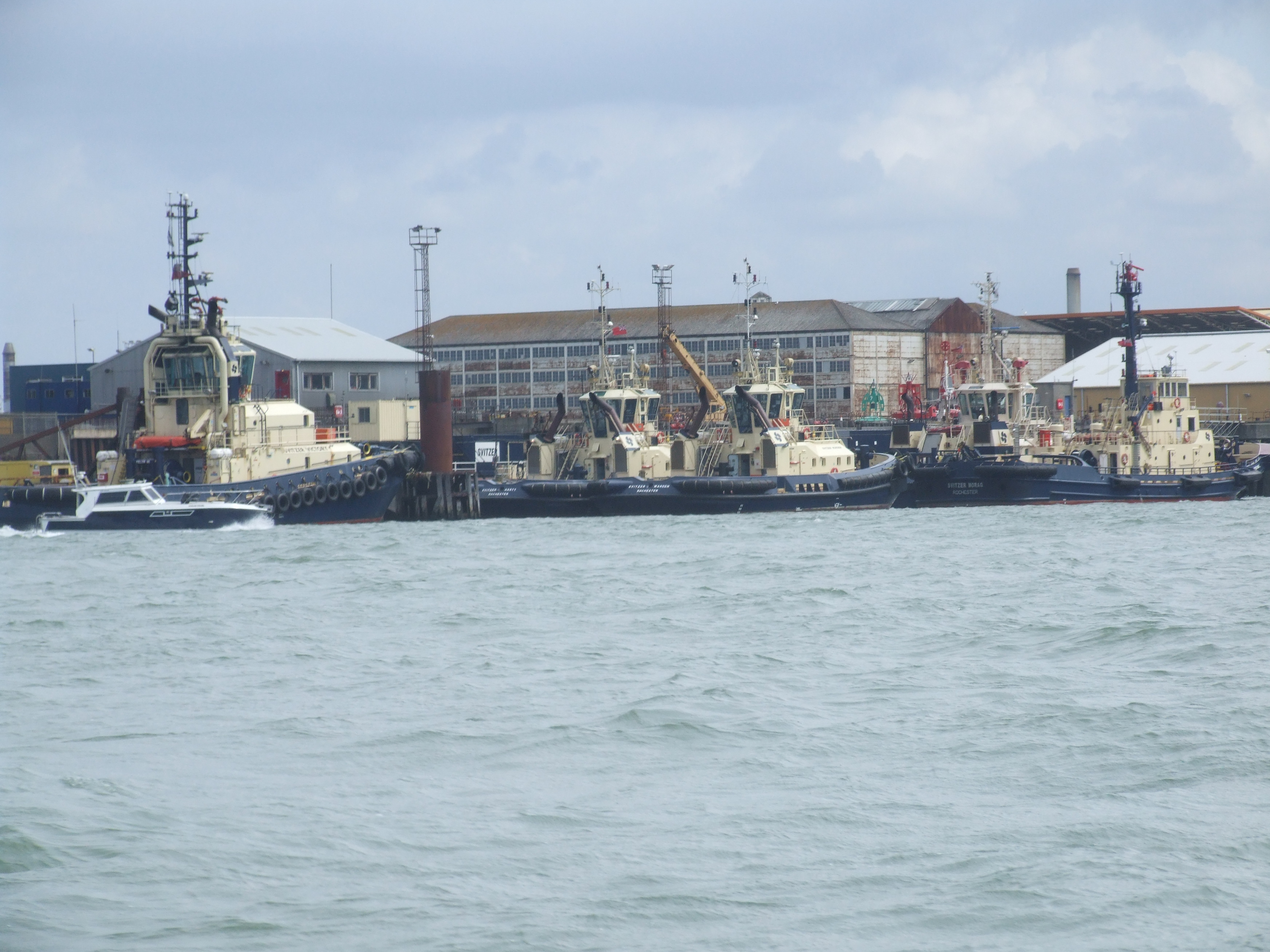
Hafenanlagen

## Persönlichkeiten
- Richard Beeching (1913–1985), britischer Ingenieur und Manager, bekannt durch die Reduzierung des britischen Eisenbahnnetzes mit der sogenannten Beeching-Axt, wurde in Sheerness geboren
- Rod Hull (1935–1999), britischer Komiker und Puppenspieler
- Uwe Johnson, deutscher Schriftsteller, lebte von 1974 bis zu seinem Tod 1984 in Sheerness[2]
- William Penney (1909–1991), britischer Physiker, gilt als der Vater der britischen Atombombe, wuchs in Sheerness auf
- Edward James Reed (1830–1906), britischer Schiffbauingenieur und Politiker